# Roman Hajduk
Roman Hajduk (ukr. Роман Гайдук; ur. 25 listopada 1992) – ukraiński zapaśnik walczący w stylu klasycznym. Zajął piętnaste miejsce na Uniwersjadzie w 2013. Trzeci na akademickich MŚ w 2014 roku.